# Henry Ayers
Sir Henry Ayers (1. května 1821 Portsea, Portsmouth, Hampshire – 11. června 1897 Adelaide) byl premiér Jižní Austrálie; byl po něm pojmenován jeden ze státních symbolů Austrálie – monolit Uluru (Ayers Rock).
Narodil se v anglickém Hampshiru jako syn přístavního dělníka. V roce 1840 emigroval se svou novomanželkou do Jižní Austrálie. Zde chvíli pracoval jako úředník. Poté investoval do nových měděných dolů, na kterých velmi zbohatl. V roce 1857 vstoupil do politiky. V letech 1863 až 1873 byl 5krát zvolen premiérem Jižní Austrálie. Od roku 1881 do roku 1893 působil jako předseda zákonodárného sboru. Podporoval průzkum australského vnitrozemí a významně se zasloužil o rozvoj Jižní Austrálie.
V Adelaide po něm zůstal dům Ayers House, dílo koloniálního architekta sira George Stricklanda Kingstona.